# Ватыльетъяха
Ватыльетъяха (устар. Ватлый-Ет-Яха) — река в России, протекает по Ямало-Ненецкому АО. Устье реки находится в 16 км по правому берегу реки Етъяха. Длина реки составляет 17 км.

## Данные водного реестра
По данным государственного водного реестра России относится к Нижнеобскому бассейновому округу, водохозяйственный участок реки — Надым. Речной бассейн реки — Надым.
Код объекта в государственном водном реестре — 15030000112115300047842.